# Grace Lau
Grace Lau Mo-sheung (chinesisch 劉慕裳; * 19. Oktober 1991 in Hongkong) ist eine Hongkonger Karateka. Sie tritt in der Kampfkunstform des Kata an.

## Karriere
Grace Lau sicherte sich 2015 ihren ersten internationalen Medaillengewinn im Erwachsenenbereich bei den  Asienmeisterschaften in Yokohama, als sie hinter Kiyou Shimizu den zweiten Platz belegte. 2018 beendete sie die Asienmeisterschaften in Amman auf dem dritten Platz und erreichte auch bei den Weltmeisterschaften in Madrid diese Platzierung. Die Asienspiele in Jakarta schloss sie ebenfalls auf Rang drei ab. Ein Jahr darauf wurde sie in Taschkent zum zweiten Mal Vizeasienmeisterin, erneut hinter Kiyou Shimizu. 2021 folgte in Almaty wiederum eine Bronzemedaille.
Bei den Weltmeisterschaften 2021 in Dubai sicherte sich Lau ebenfalls Bronze. Für die ebenfalls auf 2021 verschobenen Olympischen Spiele 2020 in Tokio qualifizierte sich Lau über die Olympische Rangliste. Die Gruppenphase beendete sie mit 26,40 Punkten auf dem zweiten Platz hinter Sandra Sánchez und zog damit ins Duell um die Bronzemedaille gegen Dilara Bozan ein. Mit 26,94 Punkten übertraf sie Bozans Wertung von 26,52 Punkten und sicherte sich den Medaillengewinn. Hinter Olympiasiegerin Sandra Sánchez und der zweitplatzierten Kiyou Shimizu gewann neben Lau auch Viviana Bottaro eine Bronzemedaille. Die World Games 2022 in Birmingham schloss Lau auf dem dritten Rang und sicherte sich so ihre siebte internationale Bronzemedaille.